# Фёдоров, Георгий Александрович
Георгий Александрович Фёдоров — советский хозяйственный, государственный и политический деятель.

## Биография
Родился в 1928 году в Ленинграде. Член КПСС.
С 1952 года — на хозяйственной, общественной и политической работе. В 1952—1990 гг. — начальник смены, начальник участка строительства № 17, и. о. главного инженера строительства № 15, главный инженер Строительства № 17, начальник строительства № 15, главный инженер, начальник Управления Ленметростроя.
За комплекс высокоэффективных подземных конструкций на Кировско-Выборгской линии метрополитена в Ленинграде был в составе коллектива удостоен Государственной премии СССР в области науки и техники 1978 года.
Делегат XXVII съезда КПСС.
Умер в Санкт-Петербурге до 2010 года.